# Alter Friedhof (Neubrandenburg)

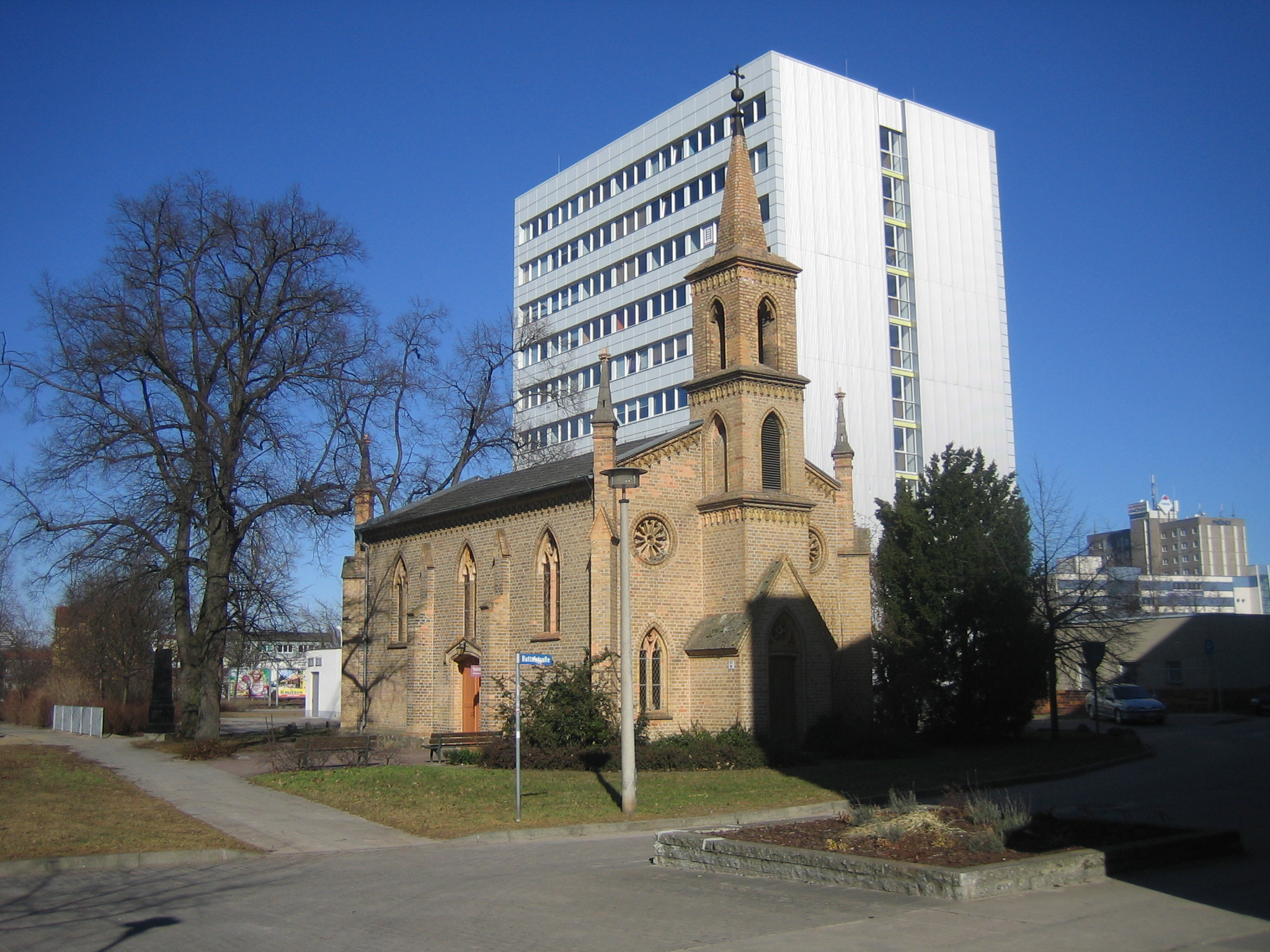
Die ehemalige Friedhofskapelle, auch bekannt als „Buttelkapelle“, errichtet 1864

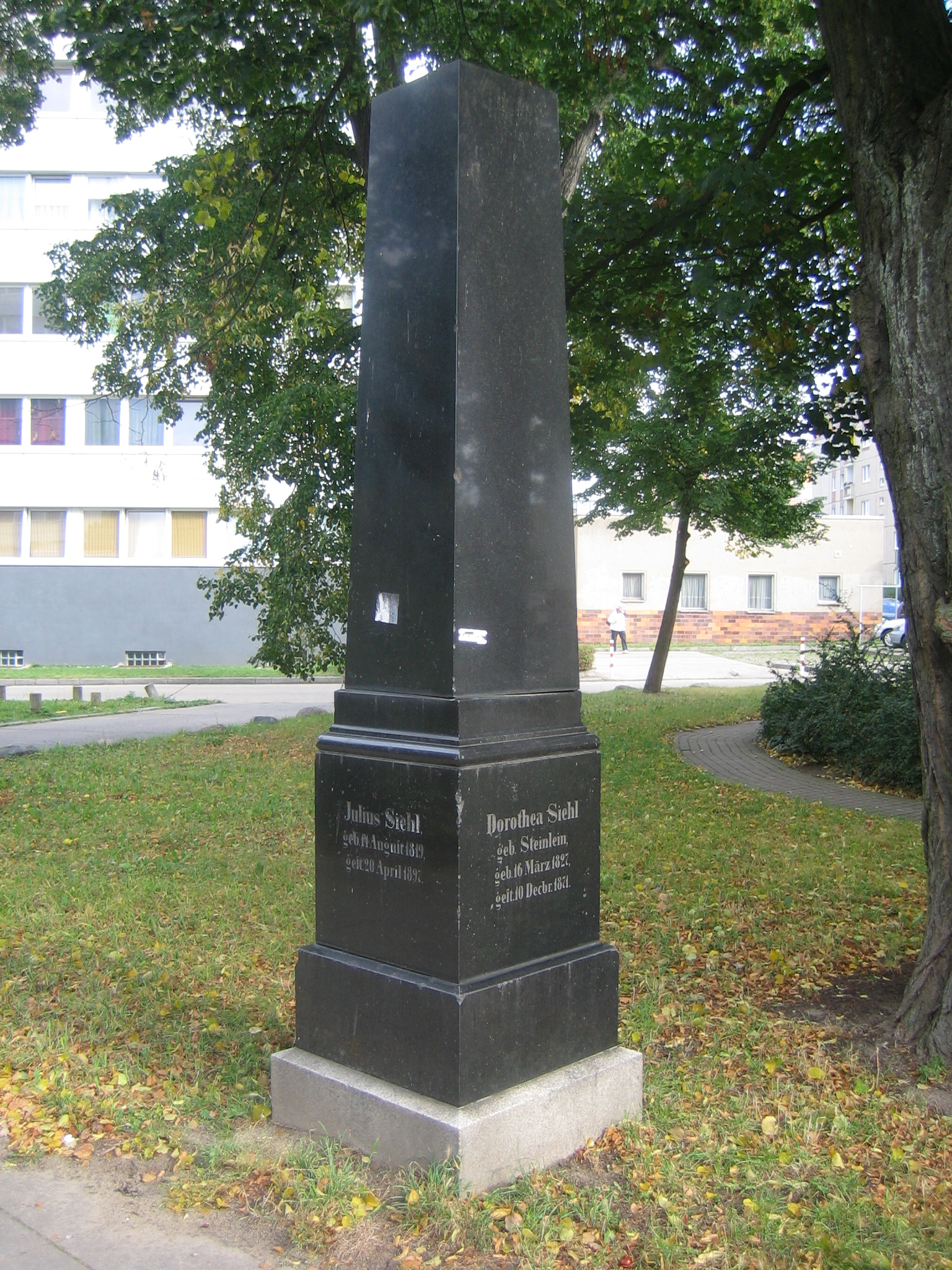
Grabobelisk der Familie Siehl, letztes Grabmal auf dem Gelände des ehemaligen Alten Friedhofs

Der Alte Friedhof in Neubrandenburg war ein Evangelischer Friedhof östlich der Altstadt im heutigen Katharinenviertel.

## Vorgeschichte
Schon im 18. Jahrhundert gab es in Neubrandenburg Bemühungen, aus kapazitäts- und hygienischen Gründen einen neuen Begräbnisplatz außerhalb der Altstadt anzulegen. Vorbildhaft ließ sich Landsyndikus Johann Gottlieb Pistorius (1708–1780), dessen Grabmal bis heute erhalten ist, demonstrativ außerhalb der Stadt auf einer Landzunge zwischen zwei Teichen vor dem Langen Wall nördlich der heutigen Altstadt bestatten. Jedoch auch das bewirkte zunächst keine Änderung. Pistorius blieb für ein Vierteljahrhundert allein auf weiter Flur und das Areal um sein Grab entwickelte sich niemals zu einem allgemeinen Begräbnisplatz.

## Geschichte
Der seit den 1920ern traditionell als „Alter Friedhof“ bezeichnete Begräbnisplatz in Neubrandenburg wurde nach anhaltendem Druck seitens der Regierung und langen Diskussionen in der Bürgerschaft 1804 angelegt. Zeitgleich wurden auf den traditionellen Friedhöfen, welche sich rund um die Kirchen innerhalb der Stadtmauer bzw. als „Wüster Kirchhof“ im Norden des Stadtzentrums befanden, keine weiteren Bestattungen mehr zugelassen.
Der Alte Friedhof belegte die Fläche hinter den Hausgrundstücken an der Scheunenstraße (heute Teil der Woldegker Straße), der Tilly-Schanzen-Straße und der Katharinenstraße. Er wurde von allen christlichen Kirchengemeinden gemeinsam genutzt. Die erste Bestattung fand am 7. Januar 1805 statt, die letzten Bestattungen erfolgten 1943.
Als die Kapazität des Friedhofs nicht mehr ausreichte, wurde um 1920 der deutlich größer dimensionierte Neue Friedhof errichtet. Ab den 1960er Jahren erfolgte, beginnend mit der Errichtung dreier Wohnhochhäuser an der Scheunenstraße, schrittweise die Auflassung, Beräumung und Überbauung der Friedhofsfläche. In den späten 1980ern wurde das verbliebene Areal mit Neubaublöcken in Großplattenbauweise vollständig bebaut. Einzelne Grabmale oder Teile davon waren zuvor von den Familien auf den Neuen Friedhof verbracht worden. Eine Bestandsdokumentation verbliebener Grabmale auf dem Alten Friedhof erfolgte zu keiner Zeit.
Heute erinnern nur noch die ehemalige Friedhofskapelle, ein Buttel-Bau des 19. Jahrhunderts, sowie ein einziges erhaltenes Grabmal an diesen früheren Friedhof. Belegungsverzeichnisse existieren dafür nicht (mehr).

## Gräber bekannter Persönlichkeiten
Zwischen 1805 und den frühen 1920er Jahren war der Alte Friedhof der einzige Begräbnisplatz der Stadt Neubrandenburg. Hier befanden sich die Erbbegräbnisse aller Neubrandenburger Familien, darunter zwei private Grabkapellen. Alle Verstorbenen aus Neubrandenburger Familien, sofern sie in Neubrandenburg bestattet wurden, fanden in diesem Zeitraum hier die letzte Ruhe. Alle dieser Grabstellen existieren heute nicht mehr. Nur sehr selten tauchen Fotos einzelner Grabmale auf.
Bestattet waren hier unter anderem:
- Franz Christian Boll (1776–1818), Theologe
- Ernst Boll (1817–1868), Naturforscher, Historiker
- Franz Boll (1805–1875), Theologe, Historiker
- Viktor Siemerling (1823–1879), Apotheker, Bankier, Kaufmann
- Friedrich Brückner (1801–1883), Erster Bürgermeister
- Wilhelm Ahlers (1810–1889), Erster Bürgermeister, Pionier der Tierschutzbewegung
- Ludwig Brückner (1814–1902), Arzt, Archäologe, Heimatforscher und Museumsleiter
- Bernhard Funk (1844–1911), Arzt, Samoa-Sammler
- Ludwig Brückner (1844–1922), Arzt, Heimatforscher und Museumsleiter
- Karl Wendt (1869–1942), Direktor der städtischen Bürgerschule (heute Fritz-Reuter-Schule), Stadthistoriker

## Jüdischer Friedhof
Ursprünglich befand sich der Friedhof der seit 1864 bestehenden jüdischen Gemeinde Neubrandenburgs gegenüber dem Alten Friedhof an der Scheunenstraße/Ecke Feldstraße. Nachdem der Jüdische Friedhof 1940 infolge der Kündigung des Pachtvertrages aufgelöst worden war, wurden einige Tote auf den Alten Friedhof umgebettet. 1966 fand eine weitere Verlegung in den südwestlichen Bereich des Friedhofs statt. Die Grabstätten wurden allerdings wenig gepflegt und verwilderten rasch. Mitte der 1970er Jahre wurden die Totengebeine erneut umgebettet und die Grabsteine zunächst bei dem Neubrandenburger Steinmetz Dassow, später von der Stadt eingelagert. 18 dieser Grabsteine wurden 2008 in eine Gedenkstätte am Standort der ehemaligen Synagoge in der Poststraße integriert, zwei weitere befinden sich im Regionalmuseum Neubrandenburg.